# Lace and Whiskey
Lace and Whiskey ist das dritte Soloalbum und das zehnte Studioalbum des Musikers Alice Cooper. Es erschien am 29. April 1977.

## Hintergrund
Alice Cooper verließ für dieses Album sein Shock-Rock-Genre. Er erfand das Alter Ego Maurice Escargot, einen Privatdetektiv aus der Film-Noir-Ära.
Für die Single You and Me wurde ein Musikvideo im passenden Setting gedreht. Die softe Ballade erschien am 16. April 1977 als Single und erreichte Platz neun der US-amerikanischen Billboard Hot 100. Einen weiteren Top-10-Hit landete er erst zwölf Jahre später mit Poison.
Am 9. Mai 1977 folgte (No More) Love at Your Convenience als zweite Singleauskopplung. Sie erreichte Platz 44 der britischen Charts.
Das Album wurde mit der King of the Silver Screen Tour beworben. Nach dem Ende der Tour ließ Cooper seine Alkoholsucht in einem New Yorker Sanatorium behandeln.
Da eine Rückkehr Coopers zur alten Alice Cooper Band ausgeschlossen war, gründeten die Mitglieder unter dem Namen The Billion Dollar Babies eine neue Band.

## Titelliste
Cooper, Wagner und Ezrin waren bei allen Songs am Songwriting beteiligt. Weitere wie aufgeführt.
| Nr. | Titel            | Länge |
| --- | ---------------- | ----- |
| 1.  | It’s Hot Tonight | 3:21  |
| 2.  | Lace and Whiskey | 3:14  |
| 3.  | Road Rats        | 4:51  |
| 4.  | Damned If You Do | 3:14  |
| 5.  | You and Me       | 5:07  |

| Nr. | Titel                              | Autor(en)         | Länge |
| --- | ---------------------------------- | ----------------- | ----- |
| 6.  | King of the Silver Screen          |                   | 5:35  |
| 7.  | Ubangi Stomp                       | Charles Underwood | 2:12  |
| 8.  | (No More) Love at Your Convenience |                   | 3:49  |
| 9.  | I Never Wrote Those Songs          |                   | 4:34  |
| 10. | My God                             |                   | 5:40  |

## Besetzung
- Alice Cooper – Gesang
- Dick Wagner — Gitarre, Begleitgesang
- Steve Hunter — Gitarre
- Bob Babbitt — Bass
- Allan Schwartzberg — Schlagzeug

sowie
- Josef Chirowski — Keyboard
- Bob Ezrin — Keyboard, Begleitgesang
- Jim Gordon — Schlagzeug auf „Road Rats“, „Damned If You Do“ and „You und Me“
- Prakash John — Bass auf „Road Rats“
- Al Kooper — Piano auf „Damned If You Do“
- Tony Levin — Bass auf „Lace and Whisky“, „Damned If You Do“ und „Ubangi Stomp“
- Allan Macmillan - Piano auf „I Never Wrote Those Songs“
- Jimmy Maelen — Perkussion
- Julia Tillman, Lorna Willard, Venetta Fields - Begleitgesang auf „(No More) Love at Your Convenience“
- Ernie Watts - Tenorsaxophon, Klarinette
- The California Boys’ Choir - Chor

## Rezeption

### Rezensionen
Lace and Whiskey erhielt gemischte Kritiken. Cooper habe seinen bisherigen Stil verlassen, Steve Hunter und Dick Wagner seien zu gut, um den alten, rauen Stil der Alice Cooper Band zu repräsentieren. Bei dem Gedanken, sich zwischen Cooper und den Billion Dollar Babies entscheiden zu müssen, setze John Milward seine Karten eher auf die neue Band.

### Charts und Chartplatzierungen
| ChartsChartplatzierungen       | Höchstplatzierung | Wochen |
| ------------------------------ | ----------------- | ------ |
| Vereinigtes Königreich (OCC)   | 33 (3 Wo.)        | 3      |
| Vereinigte Staaten (Billboard) | 42 (16 Wo.)       | 16     |

### Auszeichnungen für Musikverkäufe
| Land/Region       | Auszeichnungen für Musikverkäufe (Land/Region, Auszeichnung, Verkäufe) | Verkäufe |
| ----------------- | ---------------------------------------------------------------------- | -------- |
| Australien (ARIA) | Platin                                                                 | 50.000   |
| Insgesamt         | 1× Platin ·                                                            | 50.000   |

Hauptartikel: Alice Cooper/Diskografie